# Barbey-Seroux
Barbey-Seroux är en kommun i departementet Vosges i regionen Grand Est (tidigare regionen Lorraine) i nordöstra Frankrike. Kommunen ligger i kantonen Corcieux som tillhör arrondissementet Saint-Dié-des-Vosges. År 2022 hade Barbey-Seroux 144 invånare.

## Befolkningsutveckling
Antalet invånare i kommunen Barbey-Seroux
| Referens: INSEE |